# Educație vocațională
În România, învățământul preuniversitar este structurat pe niveluri, forme de învățământ și, dacă este cazul, pe filiere și profiluri, furnizâd condițiile necesare pentru dobândirea competențelor necesare în viața profesională ulterioară
Învățământul liceal, vocațional și tehnologic, învățământul profesional și învățământul postliceal reflectă specializările și calificările agreate de Ministerul Educației, în conformitate cu Registrul național al calificărilor; Ele sunt aprobate prin Hotărâre de Guvern.
Învãțãmântului liceal și postliceal vocațional din România este organizat pe urmãtoarele profiluri:
1. Profil Militar, de Ordine și Securitate Publicã:
  1. Specializarea științe sociale;
  2. Specializarea Matematicã-informaticã.
2. Profil Teologic:
  1. Specializarea Teologie: teologic ortodox;
  2. Specializarea Teologie: patrimoniu cultural;
  3. Specializarea Teologie: teologic catolic, teologic unitarian, teologic reformat, teologic baptist,etc.
3. Profil Artistic:
  1. Specializarea Arhitecturã;
  2. Specializarea Arte ambientale și design;
  3. Specializarea Arte plastice și decorative;
  4. Specializarea Muzicã;
  5. Specializarea Coregrafie;
  6. Specializarea Arta actorului.
4. Profil Pedagogic:
  1. Specializarea Învățător-educatoare;
  2. Specializarea Bibliotecar-documentarist;
  3. Specializarea Instructor-animator;
  4. Specializarea Instructor pentru activitãți extrașcolare;
  5. Specializarea Pedagog școlar
5. Profil Sportiv:
  1. Specializarea Instructor sportiv;